# Neuilly-en-Donjon
Neuilly-en-Donjon ist eine französische Gemeinde mit 198 Einwohnern (Stand: 1. Januar 2022) im Département Allier in der Region Auvergne-Rhône-Alpes (vor 2016 Auvergne); sie gehört zum Arrondissement Vichy und zum Kanton Dompierre-sur-Besbre. Die Einwohner werden Neuillyssois genannt.

## Geographie
Neuilly-en-Donjon liegt etwa 53 Kilometer ostsüdöstlich von Moulins am Rand der Landschaft Bourbonnais. Umgeben wird Neuilly-en-Donjon von den Nachbargemeinden Saint-Didier-en-Donjon im Norden, Luneau im Nordosten und Osten, Le Bouchaud im Südosten und Süden, Lenax im Südwesten sowie Le Donjon im Westen. 

## Bevölkerungsentwicklung
| Jahr                       | 1962 | 1968 | 1975 | 1982 | 1990 | 1999 | 2006 | 2011 | 2019 |
| Einwohner                  | 488  | 486  | 398  | 363  | 309  | 228  | 236  | 219  | 221  |
| Quellen: Cassini und INSEE |      |      |      |      |      |      |      |      |      |

## Sehenswürdigkeiten
- Kirche Sainte-Marie-Madeleine aus dem 11./12. Jahrhundert (Monument historique)
- Schloss Les Bécauds aus dem Jahr 1849

Siehe auch: Liste der Monuments historiques in Neuilly-en-Donjon

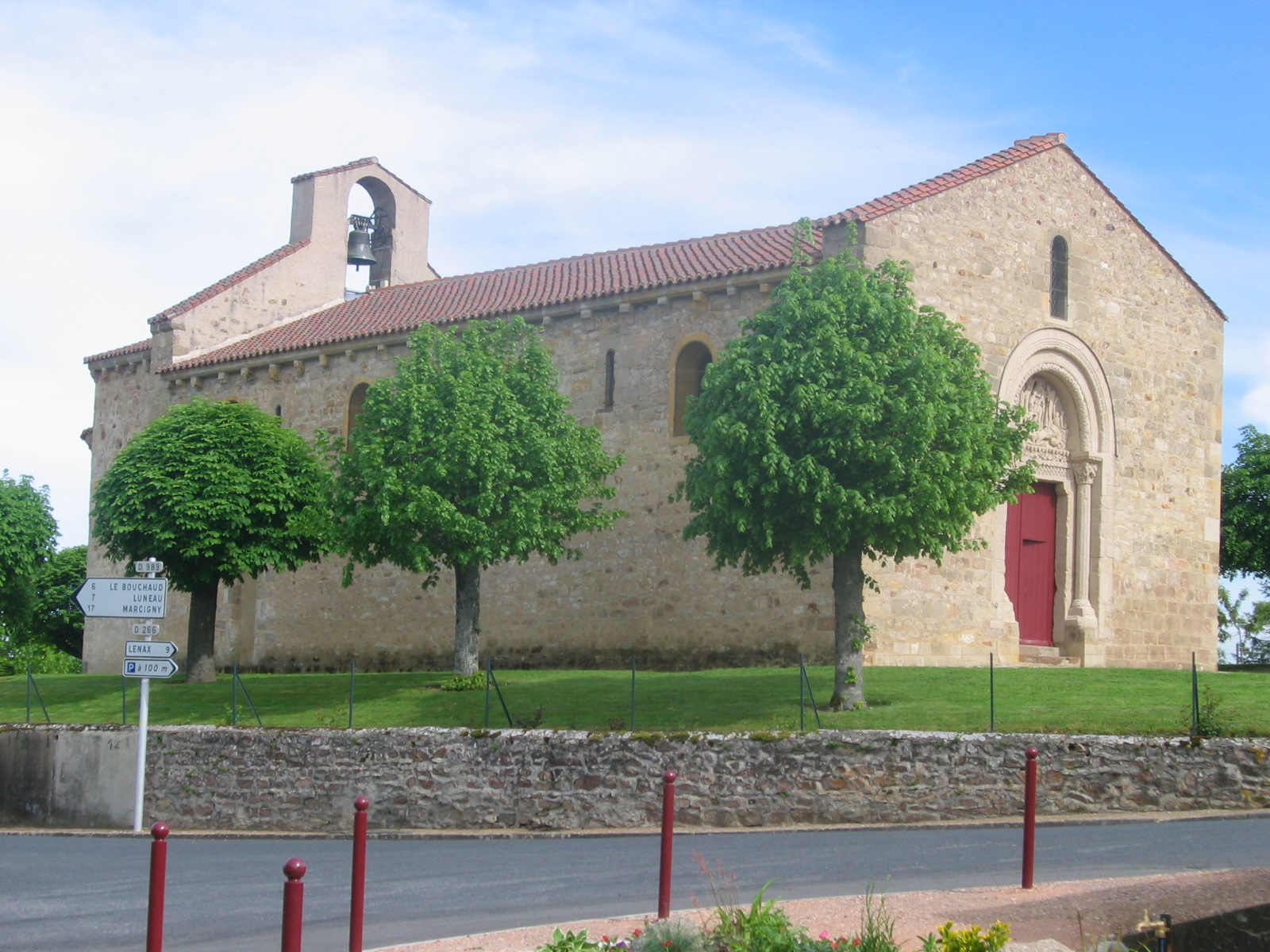
Kirche Sainte-Marie-Madeleine